# Cartagena
Cartagena je španělské přístavní město na pobřeží Středozemního moře, v provincii a autonomním společenství Murcijského regionu. Žije zde 216 500 obyvatel (2014).
V Cartageně, která je zhruba dvakrát menší než nedaleká Murcia, sídlí parlament Murcijského regionu (Asamblea Regional).

## Historie
Město založil v letech 228–221 před naším letopočtem kartaginský vojevůdce Hasdrubal Sličný pod názvem Qart Hadašt – Nové Kartágo (latinsky Carthago Nova) na jihovýchodním břehu tehdejší Hispánie. Úkolem Nového Kartága bylo stát se střediskem moci v Hispánii, odkud měla být vedena tažení do celé Hispánie. Nové Kartágo dobyl roku 210 př. n. l. římský konzul Scipio Africanus a srovnal se zemí. Až později bylo město opět zvelebeno Římany pod názvem Cartagenal. Po přelomu letopočtu zde bylo zřízeno jedno z prvních biskupství. Za Diokleciana se Carthago Nova stalo hlavním městem provincie Carthaginensis. Roku 425 město zničili Vandalové, roku 476 patřilo město Vizigótům, roku 554 patřilo město opět Římanům (Východořímské říši), roku 624 připadlo město opět Vizigótům. Od roku 711 patřilo město stejně jako celý Iberský poloostrov Arabům. Od roku 1269 připadlo město království Aragonie.

## Město, památky a významné stavby
Historickou částí města je Casco Antiguo (Staré Město), ležící severně od úzké zátoky Středozemního moře. Pobřeží Cartageny tvoří horské pásmo, samotné Staré Město je navíc „vklíněno“ mezi pět vrchů: Monte de la Concepción, Molinete, Monte Sacro, Monte de San José a Despeñaperros. Nejstarší stavbou v Cartageně je římské divadlo postavené v roce 5 až 1 před Kr. Vedle divadla jsou zbylé části katedrály Santa María z 13. st., která byla zničena během španělské občanské války. Obě stavby stojí na úpatí vrchu Concepción, na kterém je původně římský hrad Castillo de la Concepción zrekonstruovaný do současné podoby v 16. až 18. st. Na jižním svahu vrchu nad přístavem se dochovaly hradby. Přibližně 100 metrů západním směrem na náměstí Plaza del Ayuntamiento stojí budova radnice postavená v letech 1901–1907. Odtud severozápadně pokračuje jedna z hlavních ulic na Starém Městě Calle Mayor, respektive Calle Carmen. V těchto ulicích a nejbližším okolí se nachází další zajímavé stavby a památky: kostely Santo Domingo, Santa María de Gracia, Carmen, budova Gran Hotelu z roku 1916 a další domy z přelomu 19. a 20. st. V přístavu se nachází zajímavá stavba Kongresového paláce (Auditorio y palacio de congresos El Batel) z roku 2011.

### Fotogalerie

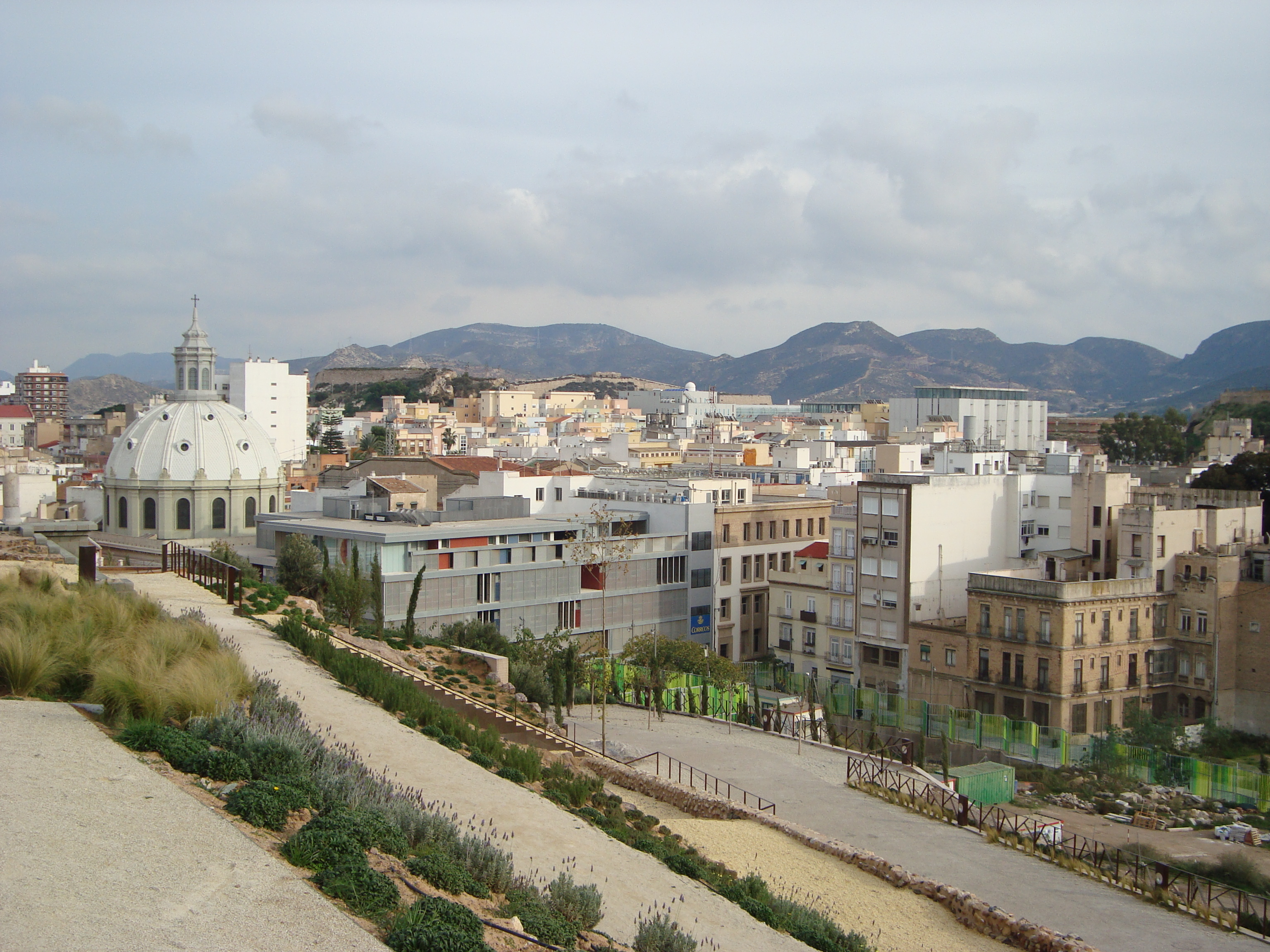
pohled z vrchu Molinete jihovýchodně
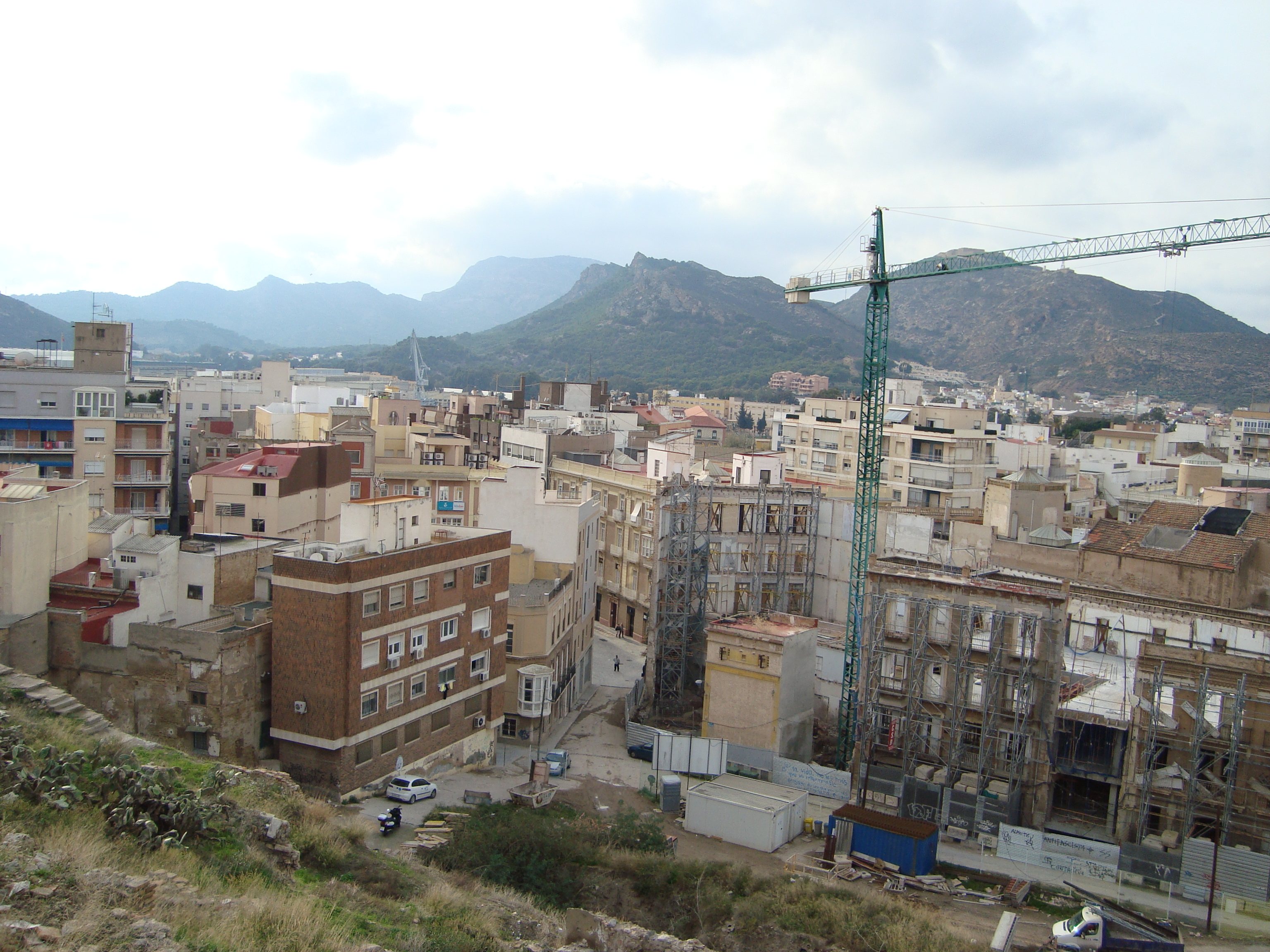
Cartagena, jihozápadním směrem
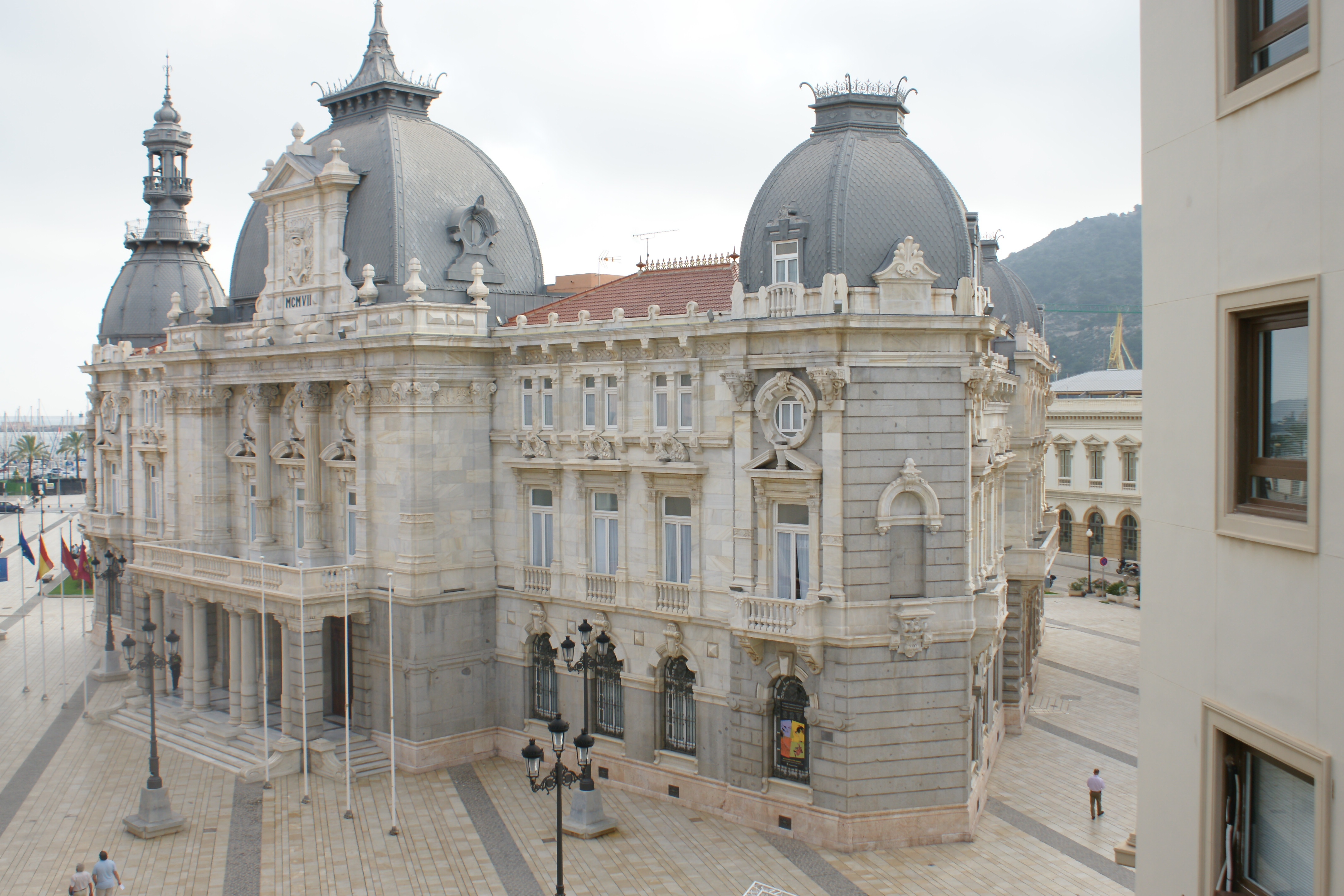
budova radnice
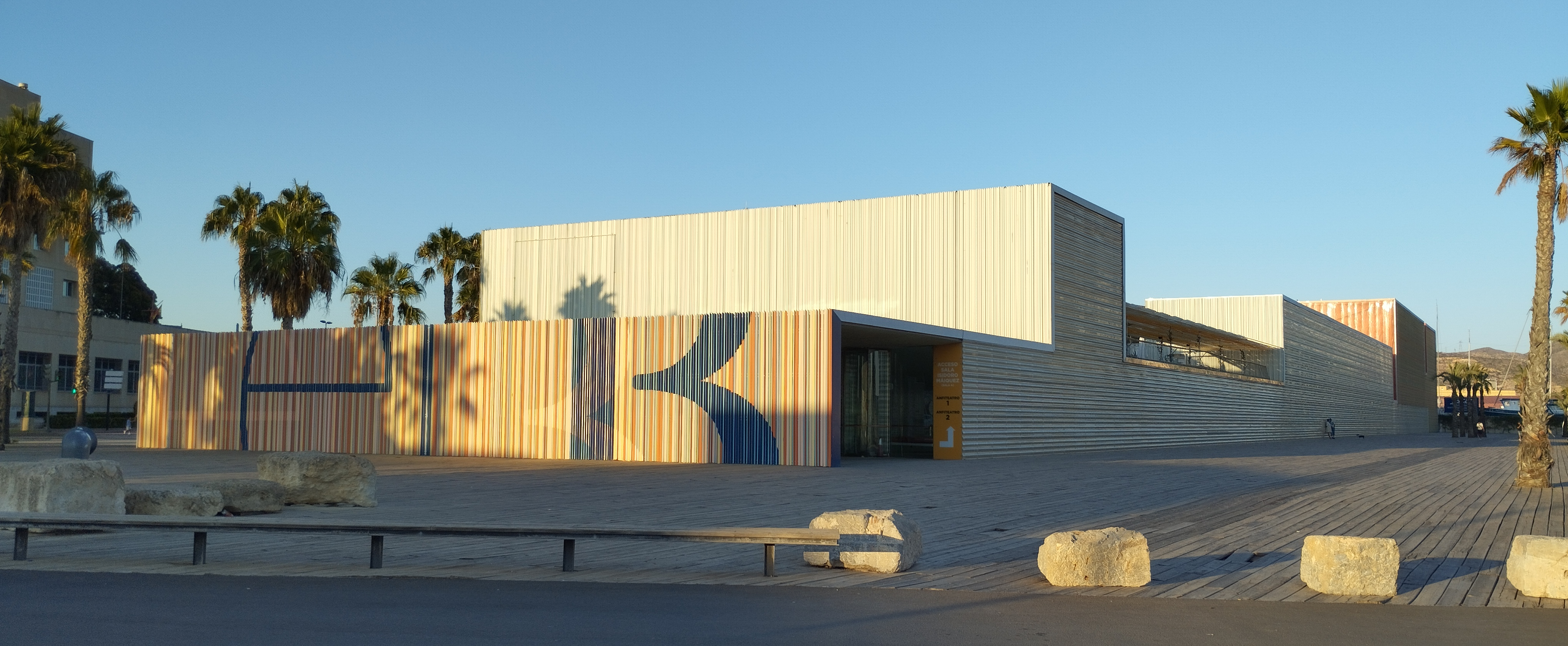
Kongresový palác, přístav
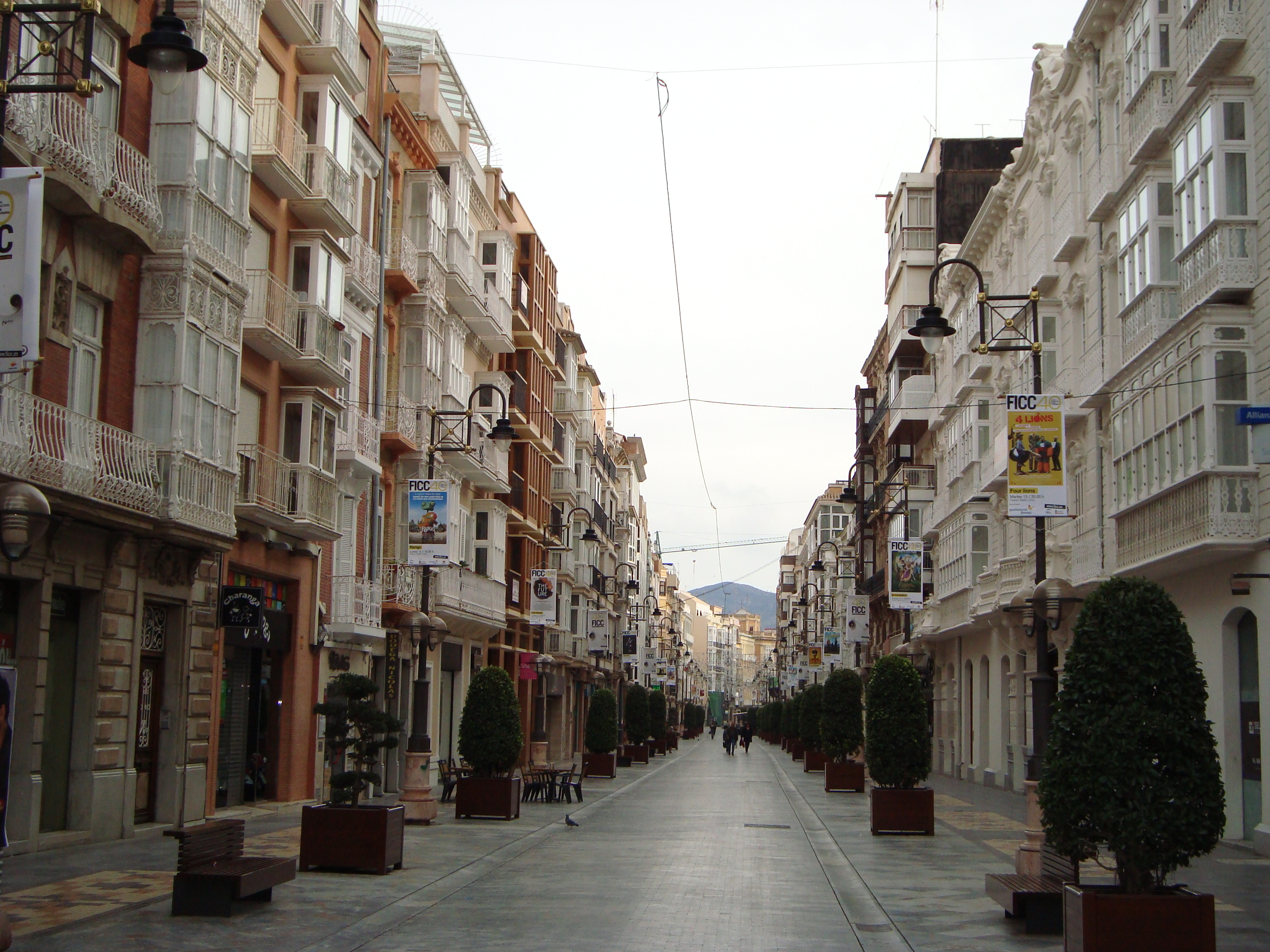
ulice Calle Carmen
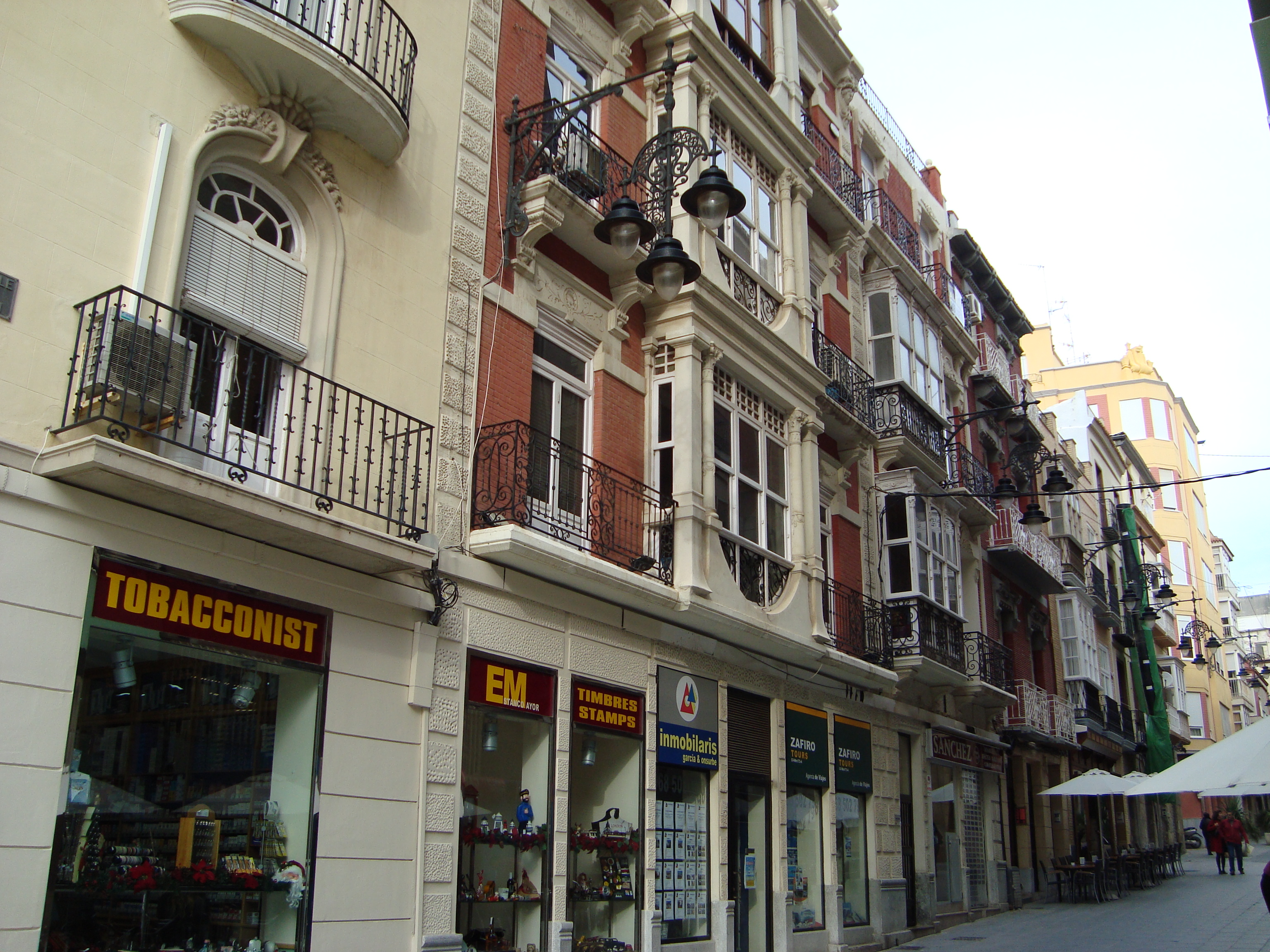
ulice na Starém Městě
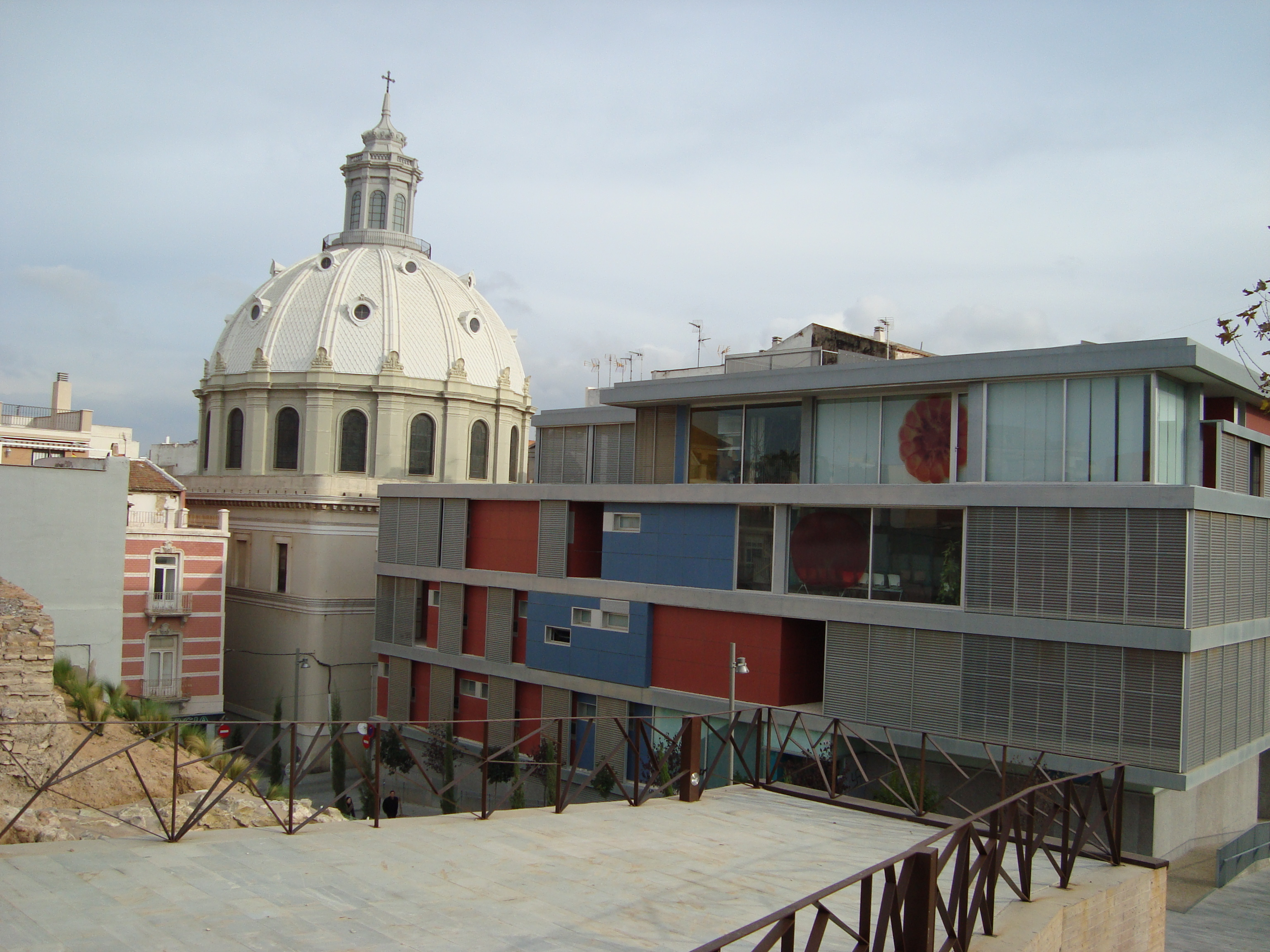
kostel Caridad a současná architektura